# Großstolpener See
Der Großstolpener See ist ein Stillgewässer auf dem Gebiet der sächsischen Stadt Groitzsch im Landkreis Leipzig. 

## Lage

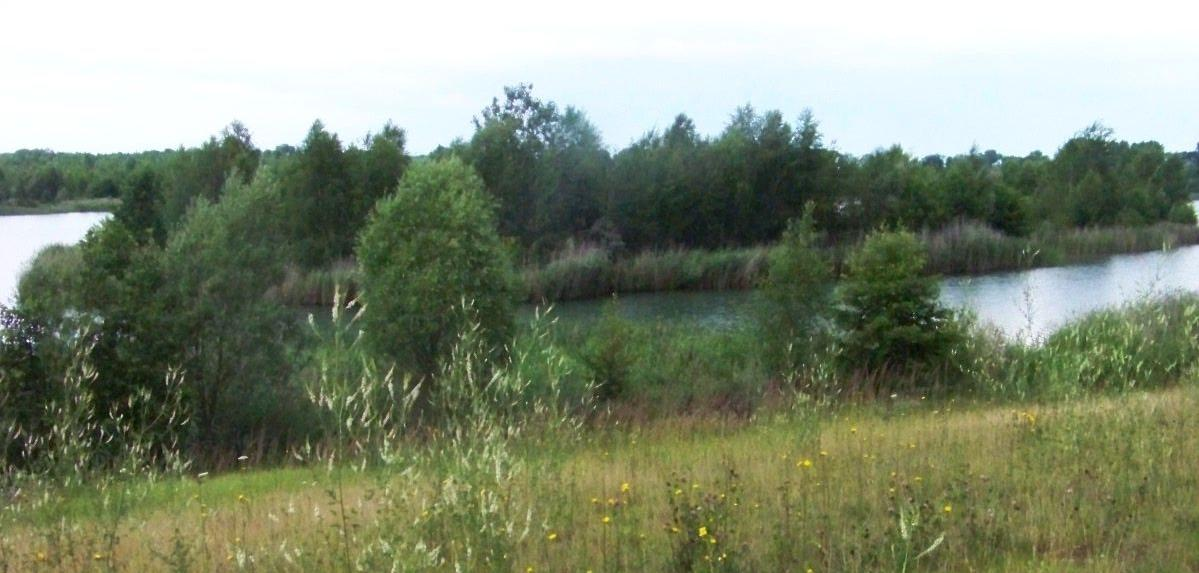
Vogelinsel

Das geflutete Tagebaurestloch liegt südöstlich von Großstolpen, einem Ortsteil von Groitzsch. Die B 176 Bad Langensalza–Hartha verläuft unweit nördlich. Östlich befindet sich der Tagebau Vereinigtes Schleenhain. An der Nordwestecke des Sees befindet sich das Naturareal Landschaftssee Großstolpen. Im nordwestlichen Bereich des etwa 31 ha großen Sees mit einer Tiefe bis zu 5 Meter liegt eine Vogelinsel.

## Heutige Nutzung
Seit 1998 ist der in den 1990er Jahren entstandene See mit Strand und Liegewiese zum Baden und für sonstige Freizeitaktivitäten (Ballspiele, Wandern, Walken, Reiten u. a.) freigegeben.